# Johann Ludwig Alefeld

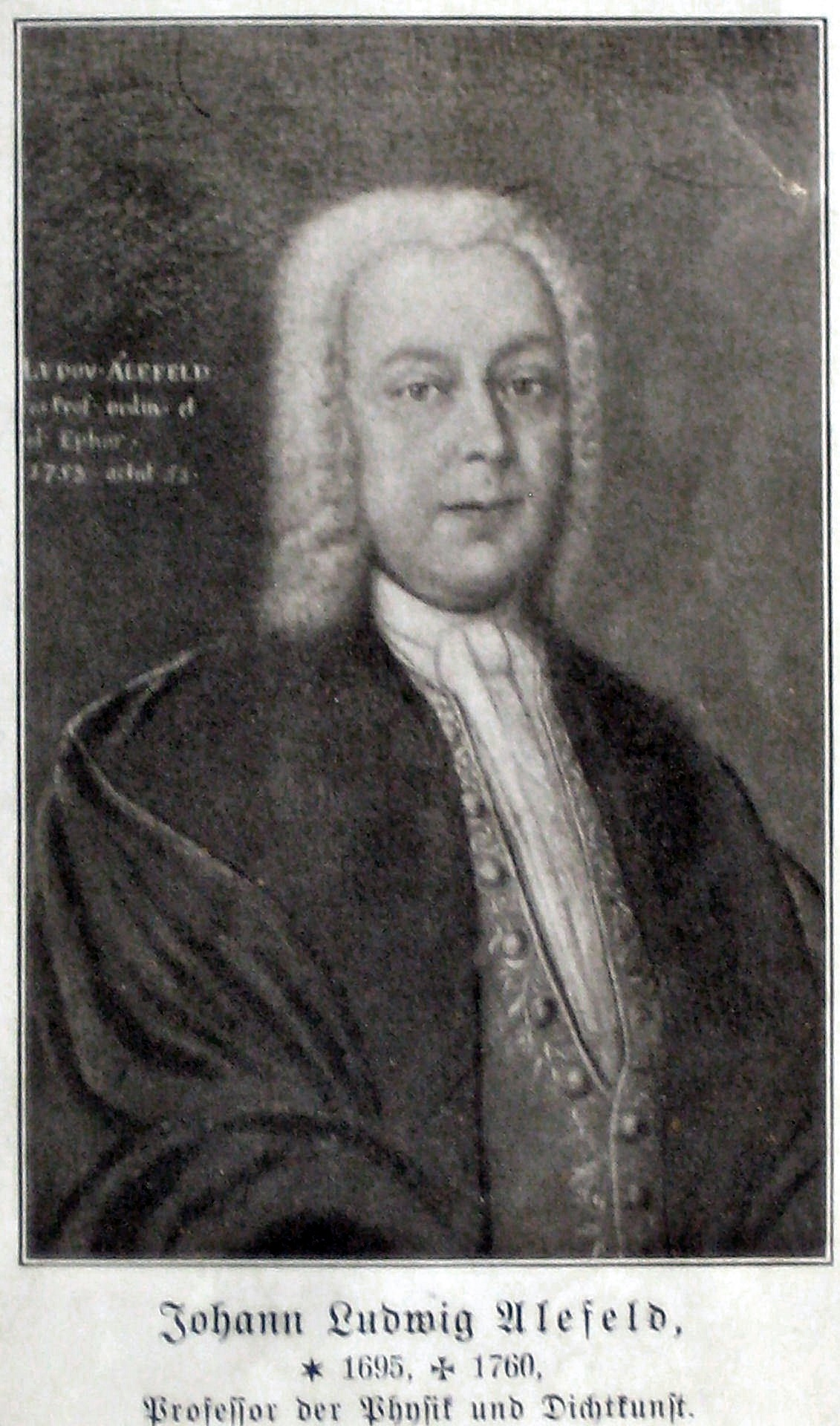
Johann Ludwig Alefeld, 1750

Johann Ludwig Alefeld (* 19. Mai 1695 in Grünstadt; † 20. Januar 1760 in Gießen) war ein deutscher Philosoph und Physiker.

## Leben
Johann Ludwig Alefeld war der Sohn des Predigers Georg Alefeld. Er hatte 1706 das Gymnasium in Worms besucht und im Mai 1713 ein Studium der philosophischen und theologischen Wissenschaften an der Universität Gießen aufgenommen. Hier war Johann Christian Lange (1669–1756) sein Lehrer in Logik und Metaphysik, Johann Melchior Verdries (1679–1735) in Physik und Mathematik, Johann Jakob von Wieger (1683–1762) in Ethik, Johann Christoph Bielenfeld (1664–1727), Johann Bartholomäus Rüdiger (1660–1729) und Johann Heinrich May der Ältere in Theologie und bei Johann Heinrich May der Jüngere erlernte er die griechische Sprache und Geschichte. 1715 wechselte er an die Universität Halle und bald darauf an die Universität Leipzig, wo er bei August Friedrich Müller und Andreas Rüdiger (1673–1731) die Vorlesungen besuchte und sich entschloss, ein Studium der Rechtswissenschaften in Angriff zu nehmen. 
Jedoch blieb es nur bei dem Versuch, da er immer mehr in den philosophischen Wissenschaften verhaftet war. 1717 erwarb er in Leipzig das Baccalaurat und im Februar 1718 den philosophischen Magistergrad, womit er begann als Privatdozent zu wirken. 1721 kehrte er über Jena reisend nach Gießen zurück, wo er am 24. Juli 1723 das Majorat der fürstlichen Stipendiaten übernahm und als Privatdozent daselbst wirkte. Am 29. August 1729 übertrug man ihm eine außerordentliche Professur der Philosophie und am 14. November desselben Jahres die ordentliche Professur der Dichtkunst. Am 14. November 1737 wechselte er auf die Professur der Physik, wurde am 11. Juni 1748 Ephorus der fürstlichen Stipendiaten, 1749 erster Professor der Philosophie sowie am 29. Januar 1756 Inspector rerum oeconomicarum. 1741 und 1749 stand er als Rektor der Universität vor.
Aus seiner am 27. Juli 1730 geschlossenen Ehe mit Helena Klara (* 1713; † 20. März 1774), der Tochter des Verwalters und Amtmanns Paul Justus Bodenburg und dessen Frau Magdalene Rosine Katherine Odel, sind zwei Söhne und acht Töchter bekannt. Von diesen kennt man: S. Georg Ludwig Alefeld; T. Marie Luise Elisabeth Alefeld (* 7. April  1736 in Gießen); T. Karoline Helene Alefeld (* 24. Januar 1738 in Gießen); S. Heinrich Wilhelm Julius Alefeld (* 13. Oktober  1739 in Gießen, letzter Verwalter der Deutschordenskommende Ober-Flörsheim); T. Helene Magdalene Alefeld (* 18. Juni 1741 in Gießen); T. Juliane Friedericke Alefeld (* 8. Oktober 1743 in Gießen); T. Henriette Katharine Alefeld (get. 13. August 1745 in Gießen); T. Charlotte Auguste Alefeld (get. 19. Februar 1748 in Gießen); T. Sophie Juliane Karoline Alefeld (get. 4. Dezember 1750 in Gießen); T. Wilhelmine Dorothea Auguste Alefeld (get. 17. Dezember 1753 in Gießen)
Der herzoglich-nassauische Generalmajor Georg Ludwig Nikolaus Alefeld (1789–1858) war einer seiner Enkel.

## Werke
- Diss. de iure maiestatis in vitam civium ob delicta. Leipzig 1721
- Diss. de natura poenarum humanarum. Gießen 1734
- Progr. Invitator. ad lectiones suas. Gießen 1734
- Progr. de mentis humanae facultatibus. Gießen 1725
- Progr. vom Nutzen der philosophischen  Wissenschaften. Gießen 1725
- Progr. de poetis  vino deditis ex antiquioribus duodecim. Gießen 1726
- Kurze, doch gründliche Abhandlung von Vernunftschlüssen. Worms 1726
- Mutua Protagorae et Evathli sophismata, quibus olim in iudicio inter se decertarunt, ex artis praescripto soluta. Gießen 1730
- Progr. Zufällige Gedanken von dem Reiche der Gelehrten u. dessen wahrhaftiger Beschaffenheit. Gießen 1731
- Progr. Kurze Betrachtung der Grosse überhaupt, wie auch der vornehmsten Gattungen und Eigenschaften desselben. Gießen 1737
- Diss. de favorabilibus et odiosis in iure. Gießen 1740
- Progr. de vero fine artis oratoriae. Gießen 1741
- Diss. de mirarulis. Gießen 1747
- Diss. de iride lunari. Gießen 1750
- Diss. de vi inertiae et reactione corporum. Gießen  1752
- Diss. de iride, dilnvii non redituri signo. Gießen  1752
- Vertheidigung seines Beweises, dass Noah vor der Sündfluth keinen Regenbogen gesehen habe. Gießen 1753
- Diss. de reflexions luminis, a fundo corporis pellucidi. Gießen 1753
- Diss. de genuina caussa gravitatis corporum terrestrium. Gießen 1754
- Observationes selectae de aurora boreali, subiuncta brevi theoria. Gießen 1757
- Observatio de fungis ex silice nascentibus. In. Acta Eruditorum 1739, Blatt 334–336